# 塩次伸二
塩次伸二（しおつぐしんじ, 1951年3月5日 – 2008年10月19日）は、日本のギタリスト。ウエスト・ロード・ブルース・バンド創設メンバーのひとり。

## 来歴
1951年3月5日、福岡県に生まれる。
1971年、塩次は同志社大学の軽音楽部に在籍していた永井"ホトケ"隆、小堀正に山岸潤史と松本照夫を加え、ウエスト・ロード・ブルース・バンドを結成。彼らは翌1972年には、B.B.キングの大阪公演のオープニング・アクトを務めた。
1975年、ウエスト・ロード・ブルース・バンドを脱退し、ドラマーの井上茂のバンド、しいちゃんブラザーズやハーモニカ奏者の入道らと結成したダウンホーマーズなどで活動する。ダウンホーマーズは1976年にアルバム『Oh Yeah!』をリリースした
1984年には、ウエスト・ロード・ブルース・バンドがオリジナル・メンバーで再結成し、アルバム『ジャンクション』をリリースした。
1987年、初のソロ・シングル「ビッグ・タウン・ブルー」をリリース。
1990年、ピアニスト、有吉須美人(アリヨ)のバンド、アリヨズ・シャッフルに参加。シカゴのヴァレリー・ウェリントンをヴォーカリストに迎えて、日本をツアーした。このときの高円寺JIROKICHIのライヴはアルバム『Shuffle』として1991年にリリースとなった。
1993年、チャールズ・アーランドと酒井潮という2人のオルガン奏者を迎え、塩次伸二ブルーヴィー・ミーティン名義で『Cookin' With B-3』をリリース。4ビート、ジャンプからラテン・サウンドまで展開した。
2001年にはNacomiが塩次のバンドに加入し、2年間活動を共にしている。塩次は、彼女の2007年のデビュー・アルバム『Grabbed My Heart』に客演した。
2001年以降、ポール・ジャクソン、マーティー・ブレイシー、小島良喜をメンバーとしたBAD BOYS BLUES BAND、セッション・バンドのブルース・アンボセリなどでも活動している。
2007年には、ソロ名義としては初のアルバムとなる『Can't Stop Playin' The Blues』をリリース。同年、ウエスト・ロード・ブルース・バンド時代からの盟友、山岸潤史とのニューオーリンズ録音の共演作『TOGETHER AGAIN ～Blues in New Orleans』もリリースしている。
2008年10月18日、公演のため訪れた栃木県佐野市で公演前に体調が急変、翌10月19日午前0時20分、同市の病院にて心不全のため死去。57歳没。かねてより心臓を患っており、入退院を繰り返しつつ音楽活動を続けていた。

## ディスコグラフィー

### ウエスト・ロード・ブルース・バンド
- 1975年 『ブルース・パワー』 (徳間バーボン)
- 1975年 『ライヴ・イン・キョート』 (徳間バーボン)
- 1984年 『ジャンクション』 (ビクター/インヴィテーション)
- 1995年 『ウエストロード・ライヴ・イン・ニューヨーク』 (ZAIN)[12]

### ソロ作など
- 1976年 『Oh Yeah!』 (Show Boat) ※ダウンホーマーズ名義[4]
- 1993年 『Cookin' With B-3』 (Vivid Sound) ※塩次伸二ブルーヴィー・ミーティン名義
- 1996年 『ブラック・ミュージックfrom Jirokichi』 (P-Vine) ※Paul Jackson、Hi Tide Harrisらとのセッション盤[13]
- 2007年 『Can't Stop Playin' The Blues』 (Mojo) ※ソロ作
- 2007年 『TOGETHER AGAIN ～Blues in New Orleans』 (ビクター) ※山岸潤史との共演作